# 권기태
권기태(1966년 ~)는 대한민국의 작가이다.

## 생애

### 문학 입문
서울대학교 3학년 재학 시절인 1988년 단편 〈그날 내린 비〉로 대학신문의 대학문학상에 당선하였다. (수상작품집인 <옛일을 돌아보고 쓰다>에는 <입대>라는 제목으로 나왔다.)

2006년 장편소설 〈빛의 통로〉가 오늘의 작가상 공모에 당선된 후 본격적인 작가 활동을 시작하였다. 이 작품은 <파라다이스 가든>이라는 제목으로 출간하였다.

## 경력
2003년 이라크 전쟁 특파원으로 일했다. 

2006년 1월 임승준자유언론상 문학저널리즘부문 1회 수상자로 선정되었다. 

2006년 1월 동아일보사를 사직하였다. "사표가 수리 되지 않아 5월에 다시 사표를 제출하였다."고 한다. "이 길이 아니라고 판단하여 아웃사이더의 길을 가기로 결심했다. 내 자신의 글을 쓰기 위해 독립하는 것이었다. 신문에 나오는 셀럽들이 아니라 서민과 약자의 삶을 문학에 담기로 했다."고 말했다. (2019년 3월, 명동 북앤샵서점 '작가와의 만남'에서)
2006년 8월 오늘의 작가상 수상. 당선작 <파라다이스 가든> 발표

2006년 12월 러시아 가가린우주인훈련센터를 취재하였다. 후에 소설 <중력>을 쓰는데 기반이 될 경험들을 하였다. 

2008년 1월 MBC가 논픽션 <일 분 후의 삶>을 원작으로 한 신년특집다큐스페셜 <일 분 후의 삶>을 방송하였다. 

2015년 10월 개정판 <일 분 후의 삶>(RHK)을 발표하였다. 280쪽 분량의 초판을 완전히 다시 써서 420쪽 분량으로 발표하였다. 

2019년 2월 장편소설 <중력>(다산책방)을 발표하였다. 

우주인선발이라는 소재를 생생하게 소설화하였으며 '인생을 살아가는 일의 어려움'을 성공적으로 은유 하였다. 3월 동인문학상 수상 후보로 선정되었다.

2019년 9월 <문학사상>지에 대표 에세이 <나와 일본>을 발표하였다. 

2023년 9월 한국일보의 칼럼 <삶과 문화>를 쓰기 시작하였다.

## 평가
오늘의 작가상 수상작 <파라다이스 가든>(민음사•전2권)은 건설사에 다니며 행복의 본질을 탐색하는 샐러리맨 청년이 마침내 그 조건에 다다를 수 있는 갈림길에서 다녔던 직장에 맞서 싸우는 내용을 담았다.
 심사위원인 고려대 김화영 교수(불문학•대한민국예술원회원)는 심사소감에서 "그의 소설은 구불구불 흐르는 강처럼 어느 결엔가 하구에 다다르게 한다."고 평했다. 
 대한민국 의학한림원 정회원인 박인숙 한국여자의사회장(국회의원)은 "나는 이런 상상력과 새로운 이야기를 창조하는 작가를 정말로 존경한다."고 밝혔다. "상상력 뿐 아니라 우리나라 모든 생물자원들을 깊이 꿰뚫고 있는 생물학 지식, 그리고 우리나라 자연과 환경에 대한 사랑과 이를 매우 아름답게, 서정적으로 표현하는 문학적인 실력, 삶과 죽음에 대한 통찰, 각종 사회문제들에 대한 접근 등 여러 측면에서 깊이도 있으면서, 그러나 나뿐만 아니라 많은 사람들이 소설을 읽는 원래 목적인 재미 또한 만만치 않다. 추리 소설에서나 맛볼 수 있는 긴장감을 잠시도 늦추지 못한 채 단숨에 끝까지 읽고 나니 실제 근처에도 가보지 못한, 그러나 항상 동경해왔던 강원도 오지를 방금 직접 탐사하고 돌아온 것 같은 긴 여운이 머리에서 맴돈다."고 썼다. 

2007년 논픽션 <일 분 후의 삶>(RHK)을 발표하였다. 생사의 위기를 넘긴 열 두 명의 생존자들의 이야기를 생생하게 쓴 열 두 편의 논픽션 집이다. 

“'기자 출신다운 철저하고 세심한 사실 확인과 빠른 호흡, 소설가다운 극적인 진행, 생존자의 육성을 담은 단순한 건조체와 곳곳에서 빛을 발하는 유려한 문체의 배합, 쉬우면서도 사유적인 문장….’ (…) 이 정도로 철저하게 그려낸 논픽션은 경이에 가깝다.” 

2019년 <중력>에 대해서는 조선일보와 한국경제 세계일보 등이 보도했다. "우주를 향한 상상력의 망원경과 인간의 내면을 파고든 의식의 현미경이 교차하는 소설이다."

국제신문의 리뷰는 다음과 같다.  "거듭, 아무리 생각해도 소설 <중력>에 관해 말하려니 ‘경이로움’이라는 표현을 쓰지 않을 수 없다. 이 긴박하고도 아름다운 이야기를 따라가다 보면 적어도 세 가지 경이로움을 만난다. 
 첫째, 우주에 관한 방대하고도 정밀한 묘사와 설명의 경이로움이다. (…) 둘째, 이 소설은 언뜻 ‘우주에 관한 소설’로 보이지만 속살은 철두철미 ‘삶의 소설’이다. ‘치열하게 살아가고, 좌절하고, 실패하고, 사유하고, 반성하며, 성장하는 이야기가 우주 이야기 속에서 절묘하게 숨쉰다. 셋째, 우주 이야기와 인생 이야기라는 낯선 두 요소를 합쳤는데, 바느질 흔적조차 찾을 수 없을 만큼 두 이야기가 서로 잘 스며들었다. (...) 낯선 우주 용어와 과학 개념 속에서도 소설에 더욱 끌리고 이야기에 몰입하는 ‘희한한’ 경험을 독자는 할 수 있을 것이다."
 이인권 SBS 아나운서는 자신의 라디오 팟캐스트 <듣는 책방>에서 “처음부터 끝까지 한 문장도 흐트러짐 없이 심혈을 기울여 쓴 소설이다. 고전소설처럼 유장하게 전개된다."며 "너무 재미 있어서 카페에 앉아 한 자리에서 3백 페이지를 읽었다.”고 밝혔다.

## 작품 목록
- 《중력》(다산책방)
- 《일 분 후의 삶》(RHK)
- 《파라다이스 가든》(민음사, 전2권)

공저
- 《옛일을 돌아보고 쓰다》(서울대학교 출판부)
- 《내 인생을 바꾼 한 권의 책》(리더스북)